# Ettaktsmotor
 Denne artikel bør gennemlæses af en person med fagkendskab for at sikre den faglige korrekthed.

Ettaktsmotor en forbrændingsmotor.
En kombineret indsugningstakt, som virker når stemplet er på vej ned og derved suger/trykker brændstoffet ind i cylinderen (der hvor stemplet er)/cylinderne via skylleluftkanaler fra brændstofkanalen til cylinderen, og samtidigt fungerer den så som udstødnings/kompressionstakt, når stemplet er på vej op, hvor det så bruges til at afskaffelse af resterne fra forrige forbrændingsproces. Stemplet kører så brændstoffet til tops, hvor det antændes af gnisten i tændrøret. Den derved fremkomne forbrænding presser stemplet ned igen, og det hele gentages. Der vides intet om hvor ofte processen gentages (altså om forbrændingen sker hver gang stemplet er i top). Derudover konkluderes at udstødningerne er meget nøje afpasset, for ikke at forstyrre fyldning af cylinderen (med brændstof).
| Motor | Spire Denne artikel om motorer og motordele er en spire som bør udbygges. Du er velkommen til at hjælpe Wikipedia ved at udvide den. |